# Coogans großer Bluff
Coogans großer Bluff (Originaltitel: Coogan’s Bluff) ist ein US-amerikanischer Actionfilm von Don Siegel aus dem Jahr 1968.

## Handlung
In den ersten Minuten des Films wird uns Walt Coogan, Deputy Sheriff in einer Kleinstadt in Arizona, vorgestellt. Er jagt einen des Mordes an seiner Frau verdächtigen Indianer durch die Wüste und kann ihn nach einem Schusswechsel festnehmen.
Coogan bekommt von Sheriff McCrea den Auftrag, den flüchtigen Verbrecher James Ringerman von New York zurück in die Heimat zu bringen. Er ist befremdet von der Amoralität der Großstadt. Der Taxifahrer, der ihn vom Flughafen zur Polizei bringt, versucht ihn zu betrügen. Polizisten reden offen über Schmiergeldzahlungen, die Sozialarbeiterin Julie Roth muss sich im Polizeibüro von einem Kleindealer sexuell belästigen lassen, ohne dass dies jemanden bekümmert. Und als er der Sozialarbeiterin auf seine Art hilft, indem er dem Dealer eine mächtige Ohrfeige verpasst, wird er von ihr noch beschimpft.
Folglich pfeift er auch auf die Anweisung des Polizeichefs, sich ein Hotelzimmer zu suchen, denn Ringerman liege derzeit im Krankenhaus und könne nur auf Anordnung des Arztes entlassen werden. Aber mit einem Bluff holt er ihn aus dem Krankenhaus. Als er mit ihm die Stadt verlassen will, wird Ringerman am Flughafen jedoch von seiner Partnerin Linny und einem Freund befreit.
Coogan schnüffelt in den Unterlagen der Sozialarbeiterin Julie und findet so Linnys Adresse heraus. Nachdem Linny mit ihm geschlafen hat, verspricht sie, Coogan zu Ringerman zu führen. Sie bringt ihn allerdings in eine Billardkneipe, in der sich Ringermans Freunde vergnügen. Es kommt zu einer Prügelei, nach der Coogan schwer angeschlagen flüchten kann, weil die Polizei auftaucht.
Coogan sucht erneut Linny auf und versucht es diesmal mit Gewaltandrohungen. Unter dem Druck führt Linny Coogan tatsächlich zu Ringerman, der sich in The Cloisters versteckt hält. Nach einer Verfolgungsjagd auf Motorrädern durch den Fort Tryon Park wird Ringerman auf ähnliche Weise niedergestreckt wie der Indianer zu Beginn des Films. So schließt sich der Kreis, und Coogan kann trotz seines inakzeptablen Vorgehens Ringerman in Handschellen zurück nach Arizona bringen.

## Synchronisation
Die deutsche Fassung entstand bei der Berliner Synchron GmbH. Das Dialogbuch schrieb Fritz A. Koeniger. Regie führte Rolf Karrer-Kharberg.
| Darsteller       | Rolle                      | Synchronsprecher   |
| ---------------- | -------------------------- | ------------------ |
| Clint Eastwood   | Deputy Sheriff Walt Coogan | Michael Cramer     |
| Lee J. Cobb      | Detective Lt. McElroy      | Arnold Marquis     |
| Susan Clark      | Julie Roth                 | Ursula Herwig      |
| Tisha Sterling   | Linny Raven                | Traudel Haas       |
| Don Stroud       | James Ringerman            | Arne Elsholtz      |
| Betty Field      | Ellen Ringerman            | Tina Eilers        |
| Tom Tully        | Sheriff McCrea             | Curt Ackermann     |
| Melodie Johnson  | Millie                     | n.n.               |
| James Edwards    | Sgt. Wallace               | Hans Nitschke      |
| Seymour Cassel   | Joe                        | Andreas Mannkopff  |
| Rudy Diaz        | Running Bear               | n.n.               |
| David Doyle      | Pushie, Kneipenbesitzer    | Hans Walter Clasen |
| Louis Zorich     | Taxifahrer                 | n.n.               |
| Meg Myles        | Big Red                    | Gisela Trowe       |
| Marjorie Bennett | Mrs. Fowler                | n.n.               |
| Albert Popwell   | Wonderful Digby            | n.n.               |

## Kritiken
Roger Ebert schrieb in der Chicago Sun-Times vom 5. Dezember 1968, der Film spreche eines der „ältesten amerikanischen Themen“ an: Junger Mann vom Lande kommt in eine Großstadt, wo er mit Korruption konfrontiert wird. Die Regie von Don Siegel – der für Filme wie diesen bekannt sei („who … is … at home in this sort of movie“) – unterstütze die „lakonische, schlitzäugige Feindseligkeit“ von Clint Eastwood.
Das Lexikon des internationalen Films findet, der Film sei „mit betontem Understatement und trockenem Humor“ inszeniert. Der Evangelische Film-Beobachter hält den Streifen für eine nicht geglückte Mischung aus Kriminal-, Liebes- und Abenteuerfilm.
Die Bewertungen des Films durch die Zuschauer waren durchwachsen. Bei Rotten Tomatoes waren genau die Hälfte der über 5.000 Publikumsstimmen positiv, während 95 % der 19 professionellen Kritiken eher positiv gestimmt sind. Die durchschnittliche Bewertung liegt bei 6,7/10. Auf der deutschsprachigen Plattform Moviepilot sind die Bewertungen ähnlich uneinheitlich; während einige Zuschauer den Film als gelungene Vorbereitung auf Dirty Harry loben, gibt es viele Stimmen, die sich am eindimensionalen Frauenbild und der in die Jahre gekommenen Gesamtkomposition stören. Insgesamt erreichte der Film in der Bewertung 6,1 von 10 möglichen Punkten.

## Hintergrund

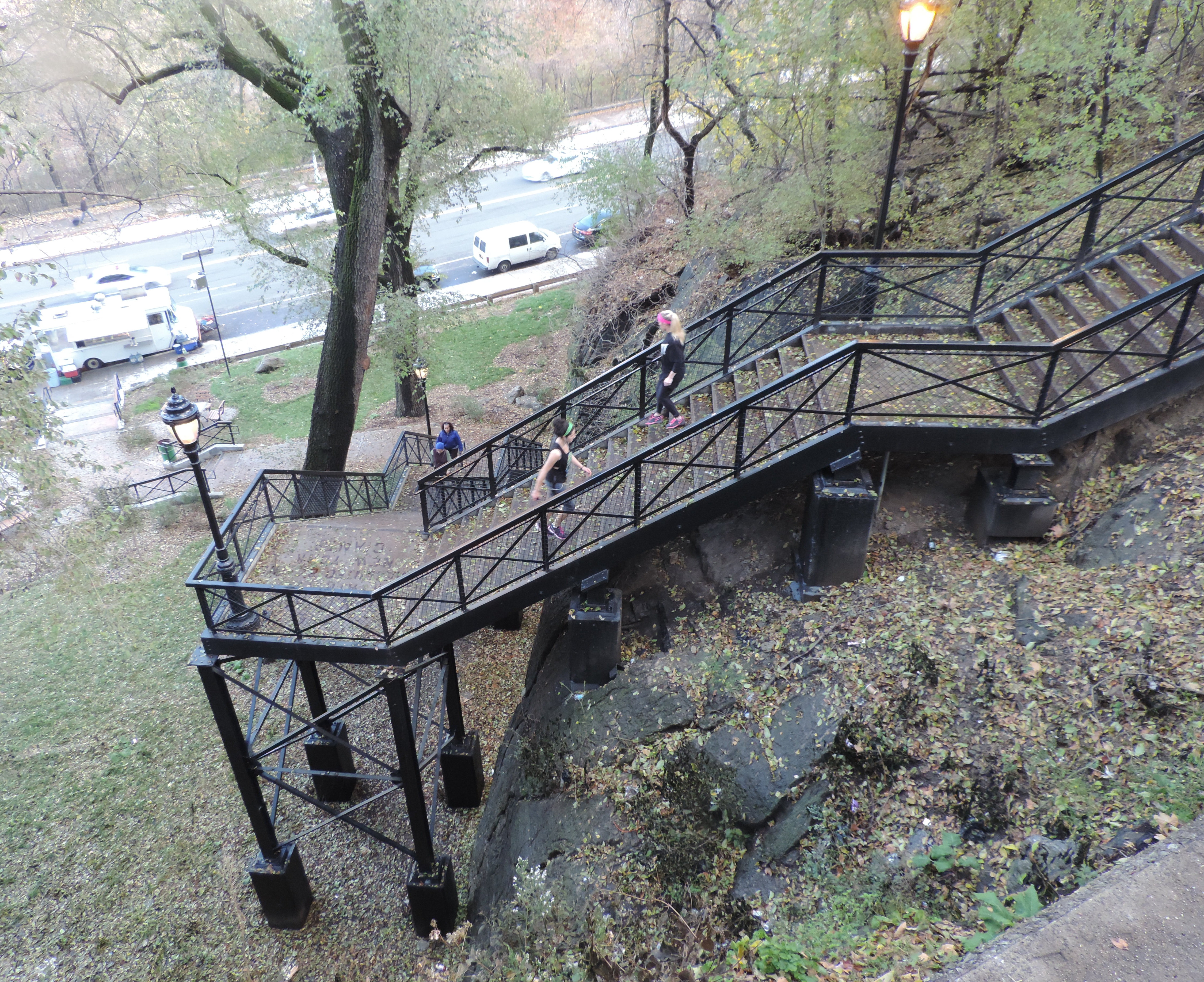
Coogan's Bluff: John T. Brush Stairway

Gedreht wurde der Film in New York und im kalifornischen Teil der Mojave-Wüste.
Sein Titel nimmt Bezug auf einen der Handlungsorte in New York, die in Upper Manhattan gelegene felsige Anhöhe Coogan's Bluff, welche nach dem ehemaligen Borough President James J. Coogan (1846–1915) benannt ist.
Der Film spielte in den US-Kinos insgesamt ca. 3,1 Millionen US-Dollar ein.
Die deutsche Rockband Coogans Bluff benannte sich 2003 nach diesem Film.